# Космос-1408
Космос-1408 — спутник радиоэлектронной и радиотехнической разведки, эксплуатировавшийся Советским Союзом (серия «Целина-Д»).
Был запущен на низкую околоземную орбиту 16 сентября 1982 года, заменив «Космос-1378». 
15 ноября 2021 года он был уничтожен в ходе испытания российского противоспутникового оружия.

## Назначение и запуск
Спутник входил в систему военных разведывательных спутников системы радиоэлектронной разведки «Целина-Д». Он заменил «Космос-1378» в системе «Целина».
Космос-1408 был запущен ракетой-носителем «Циклон-3» 16 сентября 1982 года с площадки 32/2 космодрома Плесецк и был выведен на низкую околоземную орбиту с перигеем 645 км, апогеем 679 км и наклонением 82,5°. Его орбитальный период составил 97,8 мин.
Его масса составляла около 2200 кг, а ожидаемый срок службы — около 6 месяцев. Реальный срок активного существования составил около двух лет. 

## Разрушение спутника
15 ноября 2021 года спутник был сбит ракетой системы противоракетной и противокосмической обороны А-235 («Нудоль»), ракета была запущена с космодрома Плесецк (данная система проходила испытания с 2014 года, однако это был первый спутник, уничтоженный ею с помощью кинетического перехвата, а Договор о космосе, который ратифицировала Россия, не запрещает противоспутниковые ракеты с использованием обычных боеголовок). 
Данное уничтожение образовало облако космического мусора. 
Уничтоженный спутник находился на орбите чуть выше Международной космической станции (МКС), и его обломки проходили условно мимо МКС каждые 93 минуты (по данным NORAD его орбита на 15 ноября 2021 года была 465 на 490 км, МКС – 418 на 424 км; орбита самого крупного обломка после столкновения 452 на 492 км). Степень опасности сближения была низка и корректировка орбиты МКС не потребовалась. Однако по инициативе НАСА, не имевшей данных о происхождении обломков, был отдан приказ о закрытии люков между модулями и размещении экипажа МКС в космических кораблях на случай экстренной ситуации. Семь членов экипажа на борту Международной космической станции (четверо американцев, двое россиян и один немец) укрылись в орбитальных кораблях, чтобы иметь возможность быстро вернуться на Землю, если обломки столкнутся со станцией. Экипаж укрывался только на втором и третьем проходах МКС через орбитальную плоскость обломков.
По состоянию на ноябрь 2021 года обломки движутся по орбите на высоте от 440 до 520 км, что выше МКС и с иным наклонением, это хорошо видно на видео, опубликованном Министерством обороны России. 

### Международная реакция
Государственный департамент США обвинил Россию в том, что она уничтожила «Космос-1408» во время испытания противоспутникового оружия с использованием ракеты наземного базирования, заявив, что это было «опасно и безответственно» и что обломки представляют опасность для МКС и других спутников на низкой околоземной орбите. Представитель Госдепартамента Нед Прайс заявил, что в результате этого события образовалось около 1500 обломков, которые можно отслеживать с помощью наземных радаров, и ещё сотни тысяч более мелких обломков, а также ожидается, что обломки будут оставаться на орбите в течение нескольких лет, а возможно, и десятилетий.
Правительство Германии заявило, что «очень обеспокоено испытанием Россией наземной противоспутниковой ракеты 15 ноября 2021 года, с помощью которой Россия уничтожила собственный спутник. В результате разрушения спутника на низкой околоземной орбите образовалось большое количество мусора, который на долгие годы затруднит свободное и беспрепятственное использование космоса всеми странами. В результате этого испытания и возникших обломков астронавты на Международной космической станции также подвергаются дополнительным рискам».
Официальную позицию Китая высказал представитель МИД Китая Чжао Лицзянь, который отвечая на вопрос иностранного журналиста, заявил, что видел отчёт, но комментировать его пока рано. В китайской прессе обсуждаются обвинения, которые выдвинула американская сторона в адрес России после испытаний противоспутникового оружия. По мнению автора издания Sohu, причина столь острой реакции США кроется в другом:
Соединенные Штаты больше всего боятся этого испытания именно из-за того, что их секретный космический перехватчик X-37B находится как раз на этой орбитальной высоте, где Россией был демонстративно сбит старый советский спутник. Российские испытания равносильны заявлению «Я могу сбить ваш космический аппарат X-37B в случае необходимости». Именно этим объясняется то, что в своё время у Пентагона почему-то не возникло особых претензий к Индии, которая тоже испытывала противоспутниковое оружие, в результате которого тоже возникли обломки на орбите.

Российское министерство обороны подтвердило факт успешного испытания противоспутникового оружия (министр обороны С. Шойгу заявил, что перспективная российская система ювелирно поразила цель в результате проведенных испытаний), но опровергло наличие угрозы для МКС (перед этим заместитель председателя комитета Госдумы по обороне Юрий Швыткин опроверг факт проведения испытания противоспутникового оружия, а также сообщил, что Россия не занимается милитаризацией космоса).
По заявлению бывшего начальника 4-го ЦНИИ Минобороны РФ, председателя Организационного комитета Международного Люксембургского Форума генерал-майора в отставке Владимира Дворкина: 
Прямого нарушения никаких международных соглашений нет. И предупреждать мы никого не должны, когда мы испытываем свои системы – противоракетные или противоспутниковые. Мы не обязаны никого предупреждать об этом, нет ничего такого.
Россия направляет предупреждения США, когда производит испытательные пуски межконтинентальных баллистических ракет. К испытаниям ракет системы противоракетной обороны (ПРО) это не относится.